# 山田道郎
山田 道郎（やまだ みちお、1950年6月13日 - ）は、日本の法学者。専門は刑事訴訟法。学位は、博士（法学）（明治大学・論文博士・2006年）（学位論文「証拠の森：刑事証拠法研究」）。明治大学教授。群馬県安中市出身。

## 略歴
- 1950年 - 群馬県安中市板鼻生まれ
- 1969年 - 群馬県立高崎高等学校卒業
- 1973年 - 明治大学法学部法律学科卒業
- 1978年 - 明治大学大学院法学研究科公法学専攻博士課程単位取得退学
- 1978年 - 1981年 - 明治大学法学部助手
- 1981年 - 1988年 - 明治大学法学部専任講師
- 1988年 - 1993年 - 明治大学法学部助教授
- 1993年 - 明治大学法学部教授
- 2004年 - 明治大学大学院法務研究科兼籍教授

## 著書
- 『証拠の森 -刑事証拠法研究-』（成文堂）